# Thập niên 670 TCN
Thập niên 670 TCN hay thập kỷ 670 TCN chỉ đến những năm từ 670 TCN đến 679 TCN.